# Réseau National de Défense des Droits Humains
Das Réseau National de Défense des Droits Humains (RNDDH, Haitianisch-Kreolisch Rezo Nasyonal pou Defan Dwa Moun) ist ein haitianisches Netzwerk zum Schutz der Menschenrechte.

## Geschichte
Während der Diktatur von Jean-Claude Duvalier, der Haiti von 1971 bis 1986 unter Ausschaltung oppositioneller Kräfte führte, gründeten Exil-Haitianer in New York im Jahr 1982 die National Coalition for Haitian Refugees (Nationale Koalition haitianischer Flüchtlinge; NCHR). Im Jahr 1990 gewann Jean-Bertrand Aristide die Präsidentenwahlen, wurde aber bereits 1991 durch einen Armeeputsch gestürzt. General Raoul Cédras übernahm die Macht. Es folgten drei Jahre der Misswirtschaft, des Terrors und der Korruption.
Vor diesem Hintergrund beschloss die NCHR im Jahr 1992, eine Zweigstelle in Haiti zu errichten, die ab 1995 unter dem Namen National Coalition for Haitian Rights (NCHR-Haïti) tätig wurde.
Das Büro der NCHR-Haiti entwickelte sich zu der wichtigsten Menschenrechtsorganisation des Landes. Seit 1996 arbeitete sie selbstständig, finanzierte sich aus eigenen Mitteln und wurde nicht mehr von der NCHR in New York unterstützt.
In einigen Départements Haitis bestanden bereits andere Menschenrechtsnetzwerke, die sich in erster Linie durch die Initiative von Absolventen der NCHR-Schulungsprogramme gebildet hatten. Am 11. Mai 2005 wurde deswegen das Netzwerk zur Verteidigung der Menschenrechte auf nationaler Ebene als RNDDH gegründet.
Im April 2014 erhielt der Leiter des RNDDH, Pierre Espérance, Morddrohungen. Seitdem treten aus Gründen der Sicherheit nicht mehr weitere Einzelpersonen für das Netzwerk auf. Die Drohung erfolgte zwei Monate nach dem tödlichen Attentat auf Daniel Dorsinvil, Gründungsmitglied der Alternativen Gruppe für Rechtsstaatlichkeit (Groupe alternatif de justice; GAJ) sowie Generalkoordinator der Plattform der haitianischen Menschenrechtsorganisationen (POHDH), und seiner Frau Girldy Larèche (8. Februar 2014).
Am 11. Mai 2020 wurden Schüsse auf das Büro des RNDDH in Port-au-Prince abgefeuert. Die Übersicht der Organisation Front Line Defenders führt das RNDDH seitdem mit dem Status „attacked“ (angegriffen).

## Organisation
Das RNDDH arbeitet einerseits in seinem zentralen Büro in Port-au-Prince, andererseits bestehen Teams aus Freiwilligen in den Départements.
Im zentralen Büro bestehen zwölf Arbeitsgruppen:
- Menschenrechtsindikator (vierteljährliches Bulletin des NDHR),
- Menschenrechtsausbildung für die Police National d’Haiti (PNH),
- Menschenrechtsausbildung für Basisorganisationen,
- Menschenrechtsausbildung für Schulen,
- Departementale Netzwerke des RNDDH,
- Gender-Ansatz,
- Minderjährige im Konflikt mit dem Gesetz,
- Monitoring der Gefängnisse,
- Monitoring der PNH,
- Monitoring des Justizsystems,
- Monitoring des Gesundheitssystems sowie
- Entwicklung einer Datenbank.

## Schwerpunkte
Das RNDDH ermittelt und veröffentlicht Berichte zu Indikatoren, die die Lage der Menschenrechte in Haiti kennzeichnen. Es bietet Schulungen für die Police National d’Haiti, für Schulen und lokale Menschenrechtsorganisationen im Rahmen seines Education Plus genannten Programms an.
Es beschäftigt sich insbesondere mit den Problemen Minderjähriger, die mit dem Gesetz in Konflikt geraten sind. Ferner überwacht es Gefängnisse, die Arbeit der PNH und des haitianischen Gesundheits- und Justizsystems.
Die Sicherstellung eines geschlechtsspezifischen Ansatzes bei der Menschenrechtsarbeit in Haiti bildet einen besonderen Schwerpunkt.
Mit seinen Veröffentlichungen zu der Menschenrechtslage in Haiti analysiert und erläutert das Netzwerk die Krise in Haiti und ihre Auswirkungen auf die Bevölkerung. Die nationalen und internationalen Medien schenken diesen Publikationen regelmäßig Aufmerksamkeit.